# 多爾森鎮區 (伊利諾伊州克拉克縣)
多爾森鎮區（英語：Dolson Township）是位於美國伊利諾伊州克拉克縣的一個行政鎮區。

## 地方資料
根據2010年美國人口普查的數據，多爾森鎮區的面積為92.50平方千米，當中陸地面積為89.30平方千米，而水域面積為3.20平方千米。當地共有人口348人，而人口密度為每平方千米3.76人。